# Сулутор
Сулуто́р (каз. Сұлутөр) — село у складі Жамбильського району Жамбильської області Казахстану. Адміністративний центр Караойського сільського округу.
До 2022 року село називалось Пригородне.
Населення — 6165 осіб (2021; 4500 у 2009, 3586 у 1999, 2945 у 1989).